# 11775 Келер
11775 Келер (11775 Köhler) — астероїд головного поясу, відкритий 16 жовтня 1977 року.
Тіссеранів параметр щодо Юпітера — 3,684.